# Saint-Michel, Loiret

Saint-Michel este o comună în departamentul Loiret din centrul Franței. În 1 ianuarie 2022 avea o populație de 149 de locuitori.